# Tai nạn tàu hỏa Diên Sanh
Vụ tai nạn tàu hỏa Diên Sanh là một sự cố đường sắt nghiêm trọng xảy ra vào đêm ngày 10 tháng 3 năm 2015, khi một đoàn tàu chở khách đâm vào một xe tải đang băng qua đường ngang dân sinh gần ga Diên Sanh, huyện Hải Lăng, tỉnh Quảng Trị, Việt Nam. Tai nạn khiến 1 người thiệt mạng là lái tàu và ít nhất 4 người khác bị thương nặng, gây thiệt hại nghiêm trọng về tài sản và làm gián đoạn tuyến đường sắt Bắc – Nam trong nhiều giờ.

## Diễn biến vụ việc
Vào khoảng 22h15 giờ địa phương (15:15 UTC), đoàn tàu SE5 khởi hành từ Hà Nội đi Thành phố Hồ Chí Minh, khi đến đoạn đường ngang dân sinh gần ga Diên Sanh thì va chạm trực diện với một xe tải chở đá đang băng qua đường sắt. Điểm giao cắt xảy ra tai nạn nằm tại Km 639+400 của tuyến đường sắt Bắc – Nam, cắt qua Quốc lộ 1A – vốn là điểm giao thông phức tạp không có rào chắn tự động. Cú va chạm cực mạnh đã khiến đầu máy D19E-968 cùng 3 toa tàu bị trật bánh và lật nghiêng. Lái tàu Lê Văn Phú (53 tuổi, quê Thừa Thiên-Huế) tử vong tại chỗ trong buồng lái bị biến dạng nặng. Phụ lái, nhân viên phục vụ tàu và tài xế xe tải cùng một hành khách bị thương nặng. Ngoài ra, nhiều hành khách khác trên tàu bị xây xát, hoảng loạn và được sơ tán khẩn cấp.
Đoàn tàu SE5 khi đó đang chở khoảng 600 hành khách. Sau tai nạn, 11 toa tàu còn lại (không bị trật bánh) được tách rời và kéo về ga Đông Hà để đảm bảo an toàn và thuận tiện cho công tác cứu hộ. Công tác khắc phục hiện trường được triển khai khẩn trương từ khoảng 2 giờ 10 sáng ngày 11/3. Tuy nhiên, trong quá trình thi công, một cần cẩu đường sắt tham gia cứu hộ cũng bị trật bánh, khiến công việc càng thêm phức tạp.
Theo thống kê của Tổng công ty Đường sắt Việt Nam, thiệt hại ước tính lên tới 23 tỷ đồng (tương đương khoảng 1,1 triệu USD). Trong đó, đầu máy bị phá hủy hoàn toàn, hai toa hành khách và một toa phục vụ ăn uống hư hỏng nặng. Hơn 120 mét đường ray và kết cấu hạ tầng cũng bị hư hại nghiêm trọng. Sau gần một ngày nỗ lực cứu hộ và sửa chữa, đến 20h55 ngày 11/3 (13:55 UTC), tuyến đường sắt Bắc – Nam đoạn qua hiện trường được khôi phục hoạt động, đảm bảo lưu thông trở lại cho các đoàn tàu khác.